# Striegel-Halmeulchen
Das Striegel-Halmeulchen (Oligia strigilis) oder Halmeulchen ist ein Schmetterling (Nachtfalter) aus der Familie der Eulenfalter (Noctuidae).

## Merkmale

### Falter
Mit einer Flügelspannweite der Falter von 23 bis 29 Millimetern zählt die Art zu den kleineren Eulenfalterarten. Die Vorderflügel können graubraune bis fast schwarze Färbungen zeigen, sind jedoch niemals rötlich oder gelblich getönt. Die Makel heben sich vom Untergrund kaum ab. Auffällig ist die stark gebogene äußere Querlinie. Das Saumfeld ist oftmals weißlich gefärbt. Charakteristisch sind einige schwarze Zähnchen, die aus dem Mittelfeld in das hellere Saumfeld reichen. Die Hinterflügel sind zeichnungslos graubraun.

### Raupe, Puppe
Erwachsene Raupen sind gelblich oder grauweiß gefärbt. Der Rückenbereich schimmert rötlich und zeigt eine weiße Mittellinie. Die glänzende, rotbraune Puppe ist durch zwei gekrümmte Dornen am Kremaster gekennzeichnet.

### Ähnliche Arten
- Das Moorwiesen-Halmeulchen (Oligia fasciuncula) unterscheidet sich durch die meist rötlichen oder bräunlichen Färbungen der Vorderflügel.
- Die weißlichen Zeichnungselemente im Saumfeld fehlen beim Dunklen Halmeulchen (Oligia latruncula).
- Beim Waldrasen-Grasmotteneulchen (Protodeltote pygarga) reicht das weiße Saumfeld nicht bis zum Apex. Nieren- und Ringmakel heben sich von der dunkleren Grundfärbung deutlich hervor.

Um bei der Bestimmung Zweifel auszuschließen, sollte zusätzlich eine genitalmorphologische Untersuchung durchgeführt werden.

## Geographische Verbreitung und Vorkommen
Das Striegel-Halmeulchen ist in nahezu ganz Europa verbreitet. Weitere Vorkommensgebiete sind Vorder- und Mittelasien sowie das Altaigebirge. In den Alpen ist die Art noch in Höhen von über 1500 Metern anzutreffen. Sie bewohnt die verschiedensten Lebensräume. Diese beinhalten beispielsweise Wälder, Wiesen, Moore, Felsregionen, Parklandschaften sowie Siedlungsgebiete.

## Lebensweise
Die nachtaktiven Falter fliegen in den Monaten Mai bis August in einer Generation und besuchen gerne künstliche Lichtquellen sowie Köder. Zuweilen saugen sie auch an den Blüten des Schmetterlingsflieders (Buddleja davidii). Die Raupen können ab September und nach der Überwinterung im darauf folgenden Jahr bis Mai beobachtet werden. Sie ernähren sich von Knäuelgräsern (Dactylis), Schmielen (Deschampsia) und anderen Süßgräsern (Poaceae).

## Gefährdung
In Deutschland ist das Striegel-Halmeulchen weit verbreitet und gebietsweise häufig. Auf der Roten Liste gefährdeter Arten wird es deshalb als nicht gefährdet geführt.